# Canal de la Burés
El Canal de la Burés és una obra de la Cellera de Ter (Selva) inclosa a l'Inventari del Patrimoni Arquitectònic de Catalunya.

## Descripció
Es tracta d'un canal de grans dimensions que alberga una important extensió territorial, tenint en compte que recull les aigües del Pasteral, per tal de posteriorment canalitzar-les fins a Anglès.
El seu estat de conservació és bo tenint en compte la seva factura relativament moderna - mitjans del segle XX 1944-. El que no és tant bo són les condicions de manteniment en què està sumit el canal, el qual està molt brut arran de la vegetació autòctona que ha anat creixent ràpida i fàcilment al llarg dels anys. Una vegetació acumulada en el fons, però sobretot i això és el més greu en els murs i parets de contenció, que tot apunta a que s'ha produït una negligència o manca de responsabilitat en el que es refereix a les pertinents tasques de manteniment del canal.

## Història
Els orígens i les causes que van motivar la construcció del Canal de la Burés els trobem en l'aiguat del 18 d'octubre de 1940, el qual va destruir el canal - construït entre 1880-90- i la presa de Sant Julià, que proveïa d'aigua les indústries Burés d'Anglès. Aquest fet va provocar que posteriorment es construís un nou canal que, des de la central de can Ribes, arriba a les turbines anglesenques. Aquest canal és conegut popularment com el Canal de la Burés i va ser construït en el 1944, aprofitant la mà d'obra dels presidiaris civils.
Aquesta modalitat dels treballs forçats, va ser una pràctica molt utilitzada en l'època com així ho acrediten altres exemples. Així els ponts que van ser dinamitats durant la guerra (els dos de la riera d'Osor i els dos del Pasteral) van ser refets amb presoners de guerra i amb batallons d'Obres Públiques. Aquests presoners s'estaven al magatzem d'en Calic, al Pasteral.